# 謝朝輔
謝朝輔（1490年—1527年），字汝載，陝西西安左衛軍籍，直隸鳳陽府臨淮縣人，明朝政治人物。

## 生平
嘉靖元年（1522年）壬午科陝西鄉試第六名舉人，二年（1523年）中式癸未科會試第二百七名，三甲第二百二十七名進士。授青州府推官，六年（1527年）卒於官。

## 家族
曾祖謝海；祖父謝德；父謝恩，洛陽縣教諭，封監察御史。母馬氏（封孺人）。永感下。兄謝朝宣、謝朝寵、謝朝政、謝朝紳。